# 7. San-marinesisches Kabinett
Das 7. san-marinesische Kabinett wurde vom Comitato della Libertà (CdL), einem Listenbündnis von Partito Socialista Sammarinese (PSS) und Partito Comunista Sammarinese (PCS) gestellt. Es amtierte vom 17. März 1949 bis zum 30. Juni 1951.
Der CdL gewann bei den Parlamentswahlen am 27. Februar 1949 35 von 60 Sitzen im Consiglio Grande e Generale, dem Parlament von San Marino.
Im Laufe der folgenden zwei Jahre wuchsen die wirtschaftliche Probleme San Marinos und das Verhältnis zur christdemokratischen Regierung Italiens verschlechterte sich zunehmend. Als Ausweg aus der ökonomischen Krise beschloss die san-marinesische Regierung die Gründung eines Spielkasinos nahe der Grenze zu Italien, was auf massive Proteste der italienischen Regierung stieß und zu einer Blockade der Grenze durch Italien führte. Daraufhin übertrug der Consiglio Grande e Generale am 30. Juni 1951 die Macht an einen paritätisch aus bisheriger Regierung und Opposition zusammengesetzten Regierungsrat (Consiglio di Reggenza).

## Liste der Minister
Die san-marinesische Verfassung kennt keinen Regierungschef, im diplomatischen Protokoll nimmt der Außenminister die Rolle des Regierungschefs ein.
Bis 1955 gab es feste Ressortzuweisungen nur in Ausnahmefällen. Nur die Ämter des Segretario per gli Affari Esteri (Außenminister) und Segretario per gli Affari Interni (Innenminister) gibt es bereits seit dem 19. Jahrhundert. Diese gehörten aber bis in die 50er Jahre nicht dem Congresso di Stato (Kabinett) an.
| Ressort        | Minister              | Partei                           | Amtszeit                         |
| -------------- | --------------------- | -------------------------------- | -------------------------------- |
| Auswärtiges    | Gino Giacomini        | CdL                              | 17. März 1949 – 30. Juni 1951    |
| Inneres        | Giuseppe Forcellini   | CdL                              | 17. März 1949 – 30. Juni 1951    |
|                | Alvaro Casali         | CdL                              | 17. März 1949 – 30. Juni 1951    |
|                | Mariano Ceccoli       | CdL                              | 17. März 1949 – 18. Februar 1950 |
| Alfredo Casali | CdL                   | 18. Februar 1950 – 30. Juni 1951 |                                  |
|                | Lino Celli            | CdL                              | 17. März 1949 – 30. Juni 1951    |
|                | Marin Della Balda     | CdL                              | 17. März 1949 – 30. Juni 1951    |
|                | Secondo Fiorini       | CdL                              | 17. März 1949 – 30. Juni 1951    |
|                | Ermenegildo Gasperoni | CdL                              | 17. März 1949 – 30. Juni 1951    |
|                | Giordano Giacomini    | CdL                              | 17. März 1949 – 30. Juni 1951    |
|                | Ferruccio Martelli    | CdL                              | 17. März 1949 – 30. Juni 1951    |
|                | Vincenzo Pedini       | CdL                              | 17. März 1949 – 30. Juni 1951    |
|                | Alberto Reffi         | CdL                              | 17. März 1949 – 30. Juni 1951    |

### Bemerkungen
1. ↑  Segretario di Stato per gli Affari Esteri e Politici (nicht Mitglied des Congresso di Stato)
2. ↑  Segretario di Stato per gli Affari Interni (nicht Mitglied des Congresso di Stato)

### Veränderungen
Mariano Ceccoli wurde am 18. Februar 1950 durch Alfredo Casali ersetzt.